# Cerasunte
Cerasunte o Céraso (en griego, Κερασοῦς) era el nombre de una antigua ciudad situada en la costa sur del Mar Negro. 
Se trataba de una colonia de Sinope, ciudad a la que pagaba tributo, y que era uno de los lugares mencionados por Jenofonte donde llegaron los griegos de la Expedición de los Diez Mil en su retirada de Persia.
Es citada en el Periplo de Pseudo-Escílax, donde se la menciona en una sucesión de ciudades griegas pertenecientes a Asiria. Sin embargo, en este periplo parece situarse al oeste de Sinope, lo que resulta contradictorio con lo mencionado por otras fuentes.
En el Periplo del Ponto Euxino de Arriano se dice que Ceraso era el nombre antiguo de Farnacia, pero esta identificación podría ser un error y en realidad Arriano podría haber confundido a Ceraso con Querades, ciudad que podría haber sido, por tanto, el antiguo nombre de Farnacia. Sin embargo, este error puede ser el motivo de que en épocas posteriores se le diera a la antigua Farnacia el nombre de Ceraso o Cerasunte, nombre que luego evolucionó hasta convertirse en Giresun. Estrabón y Plinio el Viejo distinguen Cerasunte de Farnacia. Estrabón, en concreto, sitúa Cerasunte en el mismo golfo que la ciudad de Hermonasa.
El general romano Lúculo, en su lucha frente a Mitrídates, en el siglo I, llegó a Cerasunte. La fruta que encontró allí, la cereza, le agradó y la llevó a Italia.
Fue identificado durante mucho tiempo con Giresun pero actualmente se han sugerido otras localizaciones, entre las que se encuentran Kalenima o Fol Bazar.